# Jason Lives: Friday the 13th Part VI
Friday the 13th: Jason Lives is een Amerikaanse horrorfilm uit 1986 en is het zesde deel van de filmreeks Friday the 13th.  De film werd geschreven en geregisseerd door Tom McLoughin.

## Plot
Jason Voorhees is al enige tijd dood en het kamp Crystal Lake heet nu kamp Forest Green om van de slechte naam af te komen. Tommy Jarvis is uit het sanatorium ontsnapt en naar het graf van Jason Voorhees gereden samen met zijn kameraad Allen Hawes om er werkelijk van te zijn dat Jason dood is. Als hij het graf openbreekt, plant hij in het lijk van Jason een omheiningpaal. De bliksem slaat in de paal en dat maakt Jason levend. Hij vermoordt Hawes en gaat direct achter Tommy aan.

## Rolverdeling
| Acteur         | Personage               |
| -------------- | ----------------------- |
| Thom Mathews   | Tommy Jarvis            |
| Jennifer Cooke | Megan                   |
| Tony Goldwyn   | Darren                  |
| David Kagen    | Sheriff Garris          |
| Kerry Noonan   | Paula                   |
| Renée Jones    | Sissy (als Renee Jones) |
| Tom Fridley    | Cort                    |
| Darcy DeMoss   | Nikki                   |
| Ron Palillo    | Allen Hawes             |
| C.J. Graham    | Jason Voorhees          |

## Achtergrond

### Muziek
In deze film worden veel nummers van Alice Cooper gebruikt, waaronder He's Back, the Man behind the Mask.

### Boekadaptatie
- Simon Hawke - Jason Lives: Friday the 13th, Part VI (1986)